# 将基面貴巳
将基面 貴巳（しょうぎめん たかし、1967年 - ）は、西洋史学者、ニュージーランド・オタゴ大学教授。
神奈川県横浜市生まれ。1986年駒場東邦高等学校卒業。1991年慶應義塾大学法学部政治学科卒業。1998年シェフィールド大学大学院歴史学博士課程修了（Ph.D）。ケンブリッジ大学クレア・ホール・リサーチフェロー、イギリス学士院中世テキスト編集委員会専属研究員、ヘルシンキ大学歴史学科客員教授、ニュージーランド・オタゴ大学人文学部専任講師、准教授を経て、教授。
2013年、『ヨーロッパ政治思想の誕生』でサントリー学芸賞受賞。

## 著書
- 『反「暴君」の思想史』 平凡社新書、2002
- 『政治診断学への招待』 講談社選書メチエ、2006
- Ockham and political discourse in the late Middle Ages

ケンブリッジ大学出版局：Cambridge University Press, 2007
- 『ヨーロッパ政治思想の誕生』 名古屋大学出版会、2013年
- 『言論抑圧 矢内原事件の構図』 中公新書、2014年
- 『愛国の構造』岩波書店、2019年
- 『日本国民のための愛国の教科書』百万年書房、2019年
- 『従順さのどこがいけないのか』ちくまプリマー新書、2021年
- 『愛国の起源　パトリオティズムはなぜ保守思想となったのか』ちくま新書、2022年
- 『反逆罪』岩波新書、2024年

### 翻訳
- デイヴィッド・ラスカム『十二世紀ルネサンス 修道士、学者、そしてヨーロッパ精神の形成』

鶴島博和、吉武憲司編、平田耀子・赤江雄一共訳、慶應義塾大学出版会、2000年

## 参考
- セブンネット
- 2013年サントリー学芸賞